# Leonardo Leo
Leonardo (Lionardo) Ortensio Salvatore de Leo (ur. 5 sierpnia 1694 w San Vito degli Schiavi (obecnie San Vito dei Normanni), zm. 31 października 1744 w Neapolu) – włoski kompozytor, organista i nauczyciel, przedstawiciel szkoły neapolitańskiej w muzyce.

## Życiorys
Syn Corrido de Leo i Rosabetty Pinto. W 1709 roku przeniósł się do Neapolu i został uczniem Nicoli Fago w Conservatorio Santa Maria della Pietà dei Turchini. W 1713 roku został zatrudniony jako organista w kaplicy wicekrólewskiej. W tym samym czasie został zatrudniony jako maestro di capella na służbie Markiza Stella.
13 maja 1714 roku odbyła się premiera jego pierwszej opery Il Pisistrato. Następnie otrzymał zamówienia na aranżacje oper, intermezza oraz serenaty, a w 1718 roku na swoją drugą operę Sofonisba. Od napisania swojej trzeciej opery Caio Gracco w 1720 roku otrzymuje nieprzerwanie do swej śmierci zamówienia na opery. W 1723 roku pisze swoją pierwszą operę dla teatru w Wenecji – Timocrate. W tym samym roku komponuje swoją pierwszą operę komiczną La ’mpeca scoperta. Od tego momentu jest uważany za wiodącego kompozytora nowego gatunku zw. commedia musicale.
Po śmierci w 1725 roku Alessandra Scarlattiego awansował na pierwszego organistę kaplicy wicekrólewskiej. W latach 1726–1730 stracił swoją pozycję w Neapolu jako kompozytor opery seria na rzecz takich kompozytorów jak Leonardo Vinci oraz Johann Adolf Hasse. Pisał wówczas opery seria dla teatrów w Rzymie i Wenecji, w Neapolu zaś kontynuował swoją karierę jako twórca opery komicznej. Po śmierci Vinciego, Leo został wiodącą postacią muzycznego życia Neapolu. Objął po nim stanowisko provicemaestro, a po śmierci Manciniego w 1737 został vicemaestro kaplicy królewskiej. W tym czasie otrzymywał zamówienia na opery z Bolonii, Turynu, Mediolanu, jak również z dworu hiszpańskiego.
Leo zyskał również wielką sławę jako kompozytor muzyki religijnej, zwłaszcza oratoriów. Był także cenionym nauczycielem. W latach 1734–1737 nauczał jako vicemaestro w Conservatorio Santa Maria Della Pieta dei Turchini. W 1739 objął po Francesco Feo stanowisko primo maestro w Conservatorio Santo Onofrio. W 1741 roku przejął jako primo maestro obowiązki swojego nauczyciela Fago. Po śmierci Sarro w 1744 roku Leo został wreszcie maestro di cappella w kaplicy królewskiej. Najbardziej znanymi jego uczniami byli Niccolò Jommelli i Niccolò Piccinni.

## Opery seria
- Il Pisistrato (Neapol, 1714)
- Sofonisba (Neapol, 1718)
- Caio Gracco (Neapol, 1720)
- Arianna e Teseo (Neapol, 1721)
- Baiazete, imperator dei Turchi (Neapol, 1722)
- Timocrate (Wenecja, 1723)
- Il Turno Aricino (Neapol, 1724; wspólnie z Leonardo Vincim)
- Zanobia in Palmira (Neapol, 1725)
- Il trionfo di Camilla, regina dei Volsci (Rzym, 1726)
- Il Cid (Rzym, 1727)
- Argene (Wenecja, 1728)
- Catone in Utica (Wenecja, 1729)
- Semiramide (Neapol, 1730)
- Evergete (Rzym, 1731)
- Demetrio (Neapol, 1732)
- Nitocri, regina d’Egitto (Neapol, 1733)
- Il castello d’Atlante (Neapol, 1734)
- Demofoonte (Neapol, 1735; Akt I D. Sarro, Akt II F. Mancini, Akt III Leo)
- La clemenza di Tito (Wenecja, 1735)
- Emira (Neapol, 1735)
- Demetrio (Neapol, 1735; inna muzyka do tego samego libretta niż ta z 1732)
- Farnace (Neapol, 1736)
- Siface (Bolonia, 1737; późn. wystawiona jako Viriate, 1740)
- Olimpiade (Neapol, 1737)
- Demetrio (Neapol, 1738; pasticcio, wspólnie z L. Fago, G. de Majo, N. Logroscino, R. Broschim, A. Amorevole)
- Il Ciro riconosciuto (Turyn, 1740)
- Achille in Sciro (Turyn, 1740)
- Scipione nelle Spagne (Mediolan, 1740)
- Demetrio (Neapol, 1741; inna muzyka do tego samego libretta niż ta z 1732 i 1735)
- Andromaca (Neapol, 1742)
- Vologeso, re dei Parti (Turyn, 1744)

## Opery komiczne
- La ’mpeca scoperta (Neapol, 1723)
- L’ammore fedele (Neapol, 1724)
- Lo pazzo apposta (Neapol, 1724)
- Orismene, ovvero Dalli sdegni l’amore (Neapol, 1726)
- La semmeglianza de chi l’ha fatta (Neapol, 1726)
- Lo matrimonio annascuso (Neapol, 1727)
- La pastorella commattuta (Neapol, 1727)
- La schiava per amore (Neapol, 1729)
- Rosmene (Neapol, 1730)
- Amor da’ senno (Neapol, 1733)
- Onore vince amore (Neapol, 1736)
- L’amico traditore (Neapol, 1737)
- La simpatia del sangue (Neapol, 1737)
- Il conte (Neapol, 1738)
- Amor vuol sofferenze (La frascatana lub Il cioe) (Neapol, 1739; późn. wystawiona jako La finta frascatana 1744)
- L’Alidoro (Neapol, 1740)
- L’ambizione delusa (Neapol, 1742)
- Il fantastico, od Il nuovo Chisciotte (Neapol, 1743)
- La fedelta odiata (Neapol, 1744)